# جو لاوزون
جو لاوزون (انگلیسی: Joe Lauzon؛ زادهٔ ۲۲ مهٔ ۱۹۸۴) ورزشکار هنرهای رزمی ترکیبی اهل ایالات متحده آمریکا است. وی از سال ۲۰۰۴ میلادی تاکنون مشغول فعالیت بوده‌است.